# Dirty Little Secret
"Dirty Little Secret" é um single da banda The All-American Rejects lançado em 2005 do álbum Move Along.